# Sapahaqui
Sapahaqui ist eine Ortschaft im Departamento La Paz im südamerikanischen Anden-Staat Bolivien.

## Lage im Nahraum
Sapahaqui ist zentraler Ort des Municipios Sapahaqui in der Provinz Loayza. Die Ortschaft Sapahaqui liegt auf einer Höhe von 3136 m am Zusammenfluss des Río Chacoma und des Río Sapahaqui in den nördlichen Ausläufern der Serranía de Sicasica.

## Geographie
Sapahaqui liegt zwischen dem bolivianischen Altiplano im Westen und dem Amazonas-Tiefland im Osten. Die Region weist ein typisches Tageszeitenklima auf, bei dem die mittleren Temperaturunterschiede zwischen Tag und Nacht größer sind als die Temperaturunterschiede zwischen den Jahreszeiten.
Die Jahresdurchschnittstemperatur der Region liegt bei 14 °C und schwankt zwischen 11 °C im Juni und 16 °C im November (siehe Klimadiagramm Sapahaqui). Der Jahresniederschlag liegt bei 550 mm, mit einer ausgeprägten Trockenzeit von April bis August und Monatsniederschlägen von mehr als 100 mm im Januar und Februar.

## Verkehrsnetz
Sapahaqui liegt in einer Entfernung von 84 Straßenkilometern südöstlich von La Paz, der Hauptstadt des gleichnamigen Departamentos.
Von La Paz führt die Nationalstraße Ruta 1 in südlicher Richtung über El Alto nach Süden. Etwa 50 Kilometer südlich von El Alto zweigt in Calamarca eine Landstraße nach Südosten ab und erreicht Sapahaqui nach 32 Kilometern.

## Bevölkerung
Die Einwohnerzahl der Ortschaft ist in den vergangenen beiden Jahrzehnten angestiegen:
| Jahr | Einwohner | Quelle       |
| ---- | --------- | ------------ |
| 1992 | 149       | Volkszählung |
| 2001 | 219       | Volkszählung |
| 2012 | 181       | Volkszählung |
| 2024 |           | Volkszählung |

In der Region ist die Aymara-Bevölkerung vorherrschend, im Municipio Sapahaqui sprechen 96,7 Prozent der Bevölkerung Aymara.